# Менора Мивтачим арена
Нокија арена, такође и Јад Елијаху арена је вишенамјенска затворена дворана са 10 383 сједећих мјеста, која се налази на југоистоку Тел Авива. Арена је отворена 17. септембра 1963. утакмицом између државних репрезентација Израела и Југославије. У њој као домаћин игра КК Макаби Тел Авив. Нокија арена је највећа затворена спортска арена у Израелу, и у њој се одигравају фајнал фор Државног купа и већина домаћих утакмица кошаркашке репрезентације Израела. Осим кошарке, у арени је одржан Дејвис куп меч између Израела и Француске 1989, и четвртфинале у истом такмичењу против Русије у јулу 2009.
У 2023. години дворана је била домаћин групне фазе и дела одмине финала Европског првенства у кошарци за жене.